# Rhodophthitus procellosa
Rhodophthitus procellosa là một loài bướm đêm trong họ Geometridae.